# Alex Jolig
Alexander „Alex“ Jolig (* 17. Januar 1963 in Stuttgart) ist ein deutscher ehemaliger Gastronom, Sänger und Schauspieler, der im Jahr 2000 durch die Teilnahme an der ersten Staffel der Fernsehsendung Big Brother bekannt wurde.

## Leben
Alex Joligs Vater war Diplomat, daher verbrachte Jolig seine ersten Lebensjahre in Pakistan, Brasilien, Spanien und Nigeria. Vom 14. bis 20. Lebensjahr verdiente er sein Geld als Landschaftsgärtner. Nach einer Druckerlehre wurde er Gastronom. Jolig ist geschäftsführender Gesellschafter der Moto Lifestyle GmbH, eines After-Sales-Management-Dienstleisters. Gemeinsam mit seiner Ehefrau betreibt er seit 2022 auf Mallorca eine Agentur für Luxus-Immobilien. Zusätzlich ist er Markenbotschafter für BMW Motorrad.
Als Maler betätigt sich Jolig seit den 1980er Jahren. Er produziert Öl- und Acrylmalerei, abstrakte Impressionen auf Leinwand und mehrteilige Serien. Seit 2020 hat er ein Atelier in Palma de Mallorca. Er stellt seine Werke zusätzlich in Deutschland aus. Von 1981 bis 1995 spielte Jolig American Football bei den Bonn/Troisdorf Jets.
Jolig hat neben einem gemeinsamen Sohn aus einer kurzen Affäre mit Jenny Elvers zwei Adoptivkinder aus erster Ehe. Seine zweite Frau brachte ein Kind in die 2012 geschlossene Ehe mit. Mit seiner Ehefrau lebt er seit 2020 auf Mallorca.

## Karriere
Im Jahr 1999 plante Jolig, sich eine Auszeit als Gastronom in Thailand zu nehmen. Als er den Castingaufruf für die erste Staffel der Fernsehsendung Big Brother auf RTL2 sah, änderte er seinen Plan und bewarb sich telefonisch als Kandidat für die Show. Nach mehreren Auswahlrunden zog er mit neun weiteren Kandidaten am 28. Februar 2000 in den Big Brother-Container in Köln. Mediale Aufmerksamkeit erhielt Jolig aufgrund seiner Affäre mit einer weiteren Kandidatin. Nach 69 Tagen wurde Jolig aus der Show hinausgewählt. 
Im Juni 2000 erschien Joligs erste Single Ich will nur dich, die den dritten Platz der deutschen Charts erreichte und für über 250.000 Verkäufe mit einer Goldenen Schallplatte ausgezeichnet wurde. Im August des gleichen Jahres erschien seine zweite Single Willst du...?, im Oktober folgte sein Album Lebenslust. Im Dezember des gleichen Jahres war er mit einer Coverversion von White Christmas auf dem Sampler Weihnachten mit Big Brother zu hören. Seine Songs machten Jolig auch in Russland, Japan und im Iran – dort erreichte der Song Ich will nur dich Platz eins der Charts – bekannt. 2008 trat er vor 5.000 Menschen bei einem Open-Air-Konzert in Dubai auf, das von dort lebenden Iranern veranstaltet wurde.
2001 moderierte Jolig einmalig die Heimvideo-Sendung Die dümmsten Frauen der Welt auf RTL2. 2002 wirkte er als Schauspieler in den US-amerikanischen Filmen Python 2, Hypersonic und Interceptors Force 2 mit. Im ZDF war er im Jahr 2003 im Krimi Sperling und die Angst vor dem Schmerz zu sehen. Im Januar 2005 war er Teilnehmer der Reality-Show Die Burg des TV-Senders ProSieben.
2019 nahm Jolig zusammen mit seiner Familie an der Sat.1-Show Plötzlich arm, plötzlich reich - Promi Spezial teil. Im Sommer 2020 erschien eine Neuauflage seiner Single Ich will nur dich als Remix des Musikproduzenten-Duos Stereoact. Mit Elvers nahm Jolig 2022 an der Reality-Show Prominent getrennt – Die Villa der Verflossenen teil. Dort lernte er den Musikproduzenten Patrick Eid kennen. Zusammen veröffentlichten sie unter dem Namen Belthauser & Alex Jolig eine neu produzierte Version von Ich will nur dich.
Aufgrund seiner Tätigkeiten auf Mallorca nimmt Jolig laut eigenen Aussagen nur noch selten Medienanfragen an.

## Ehrenamtliches Engagement
Jolig engagiert sich ehrenamtlich für die Stiftung HOPE Capetown, den Kinderschutzbund und die Deutsche Schlaganfallhilfe.

## Filmografie
- 2001: Die dümmsten Frauen der Welt (RTL2, Moderation)
- 2002: Python 2
- 2002: Hypersonic
- 2002: Interceptors Force 2
- 2003: Sperling und die Angst vorm Schmerz (ZDF)